# Adventure of the Seas
Adventure of the Seas — третье круизное судно класса Voyager, находящееся в собственности компании Royal Caribbean Cruises Ltd. и эксплуатируемое оператором Royal Caribbean International было построено на верфях Aker Yards (с осени 2008 г.: STX Europe Cruise) в Турку в Финляндии в 2001 году . Наряду с однотипными судами-близнецами Voyager of the Seas, Explorer of the Seas, Navigator of the Seas и Mariner of the Seas являлось на момент выпуска самым большим по водоизмещению пассажирским судном в мире, пока не появились Queen Mary 2 и суда класса Freedom.

## История судна
Судно было построено в 2001 году в Финляндии  в Турку на верфях Aker Yards (с осени 2008 года: STX Europe Cruise). Строительство началось ещё в августе 1999 г., киль под заводским номером 1346 был заложен 17 июня 2000 года, а затопление сухого дока состоялось 5 января 2001 года, приёмка состоялась 26 октября 2001 года, крещение судна 8 ноября 2001 года в Нью-Йорке, городе, который ещё не оправился от недавней атаки на WTC, а в самих Соединённых Штатах разразилась паника с белым порошком в письмах, содержавших споры сибирской язвы, а в прессе поднимались вопросы о возможной атаке террористов на крупнейшие круизные суда США.
Оператором Adventure of the Seas стала Royal Caribbean International, дочернее предприятие Royal Caribbean Cruises Ltd., являющейся второй по размеру круизной компанией мира. Первый рейс состоялся 18 ноября 2001 года и с этого года судно осуществляло круизы в Карибском бассейне, еженедельно отправляясь в рейс из Сан-Хуана в Пуэрто-Рико.
С наступлением тяжелого экономического кризиса в США судно перевели в Старый Свет и с 2010 года Adventure of the Seas эксплуатируется на Средиземном море, совершая четырёх- и пятидневные круизы из Барселоны и Малаги (весной и летом), уходя на осень и зиму в Пуэрто-Рико.
18 июня 2013 года судно впервые посетило Таллин и на следующий день Санкт-Петербург, став самым большим судном посетившим «северную столицу».